# ヴィッラ・サン・ジョヴァンニ
ヴィッラ・サン・ジョヴァンニ（イタリア語: Villa San Giovanni）は、イタリア共和国カラブリア州レッジョ・カラブリア県にある、人口約14,000人の基礎自治体（コムーネ）。

## 地理

### 位置・広がり

#### 隣接コムーネ
隣接するコムーネは以下の通り。
- カンポ・カーラブロ
- フィウマーラ
- レッジョ・ディ・カラブリア
- シッラ

## 行政

### 分離集落
ヴィッラ・サン・ジョヴァンニには、以下の分離集落（フラツィオーネ）がある。
- Acciarello, Cannitello, Case Alte, Ferrito, Pezzo, Piale, Porticello